# Azuchi-Momoyama
Azuchi-Momoyama (jap. 安土桃山時代 Azuchi-Momoyama jidai) – okres w historii Japonii przypadający na lata 1573–1603. Nazwa pochodzi od rezydencji dwóch ludzi, którzy rozpoczęli pierwszy w historii proces jednoczenia całego kraju – Nobunagi Ody i Hideyoshiego Toyotomiego.
Nobunaga, który pochodził z prowincji Owari, dysponował początkowo znacznie mniejszą siłą, jednak okazał się doskonałym dowódcą. W 1560 roku, jako 26-latek, pokonał wojska klanu Imagawa. W 1568 roku wkroczył do Kioto, gdzie znajdowały się siedziby cesarza oraz sioguna. W tym samym roku, dzięki wyposażeniu swoich żołnierzy w muszkiety, pokonał armię Katsuyoriego Takedy w bitwie pod Nagashino.
W 1573 roku Nobunaga pozbawił władzy ostatniego z shōgunów Ashikaga. Jego wojska posuwały się dalej na zachód i rozpoczęły podbój ziem najsilniejszego w tamtym rejonie rodu Mōri. W tym samym czasie wrogo nastawiony do religii Nobunaga walczył w centralnej części Honsiu ze stawiającymi opór mnichami buddyjskimi. Pokonanie bogatych i popieranych przez ludność klasztorów stanowiło ogromny problem, jednak ostatecznie zakończyło się zwycięstwem dyktatora – 3000 kompleksów klasztornych i świątyń zostało doszczętnie spalonych (czasem włącznie z mnichami), a Nobunaga wpisał się do historii jako bezwzględny władca. Nie zdołał jednak doprowadzić do zjednoczenia całego kraju. W 1582 roku został zmuszony do popełnienia samobójstwa, oblężony w Kioto przez wojska wcześniejszego sojusznika Mitsuhide Akechiego. Do tego momentu opanował 33 (według PWN – 20) z 66 historycznych prowincji japońskich.
Po śmierci Nobunagi wybuchła walka o schedę po dyktatorze. Wygrał ją człowiek o jeszcze silniejszej osobowości – Hideyoshi Toyotomi. Jest to jeden z niewielu przykładów – w podzielonym na klasy społeczeństwie japońskim – awansu z nizin społecznych na sam szczyt władzy. Ojciec Hideyoshiego był chłopem, walczył też w wojsku rodu Oda. Toyotomi (nazwisko to przyjął dopiero pod koniec życia, wcześniej, jak inni ludzie epoki, zmieniał je kilkakrotnie) jako piętnastolatek opuścił dom rodzinny i rozpoczął karierę wojskową. Był pojętny i szybko awansował. W latach siedemdziesiątych został głównym sojusznikiem Nobunagi (drugim był Ieyasu Tokugawa). Hideyoshi kontynuował podboje Ody: zajął Sikoku i większą część Kiusiu. W końcu 1590 roku pokonał ostatnią przeszkodę na drodze do dominacji na wschodzie – ród Hōjō.
Hideyoshi zajmował się także reformowaniem kraju: nałożył na daimyō podatek liczony nie od powierzchni ziemi, a od wysokości zbiorów ryżu, tzw. kokudaka. Związane z tym było dokładne mierzenie gruntów w całym kraju przez jego urzędników. Stale prowadzono też akcję rozbrajania chłopów i mnichów – od tej pory broń mieli posiadać jedynie samurajowie. Wraz z upływem lat Hideyoshi stawał się coraz bardziej pewny siebie i żądny władzy. Podbicie całej Japonii (99% ziem w rękach jego wasali) nie wystarczało mu. W 1592 rozpoczęła się wyprawa Japończyków na Koreę. Mimo początkowych sukcesów okazała się ona klęską, także dzięki pomocy dla Korei ze strony Chin. Marzenia Hideyoshiego o imperium legły w gruzach. Ostatnie miesiące życia poświęcił desperackiej walce o zapewnienie dziedzictwa swemu synowi. Po śmierci dyktatora w 1598 roku po raz kolejny wybuchła wojna domowa. Triumfował kolejny z byłych generałów Nobunagi – Ieyasu Tokugawa. Dał on początek nowej dynastii siogunów, która rządziła przez 250 lat. Był to okres w dziejach Japonii o nazwie Edo (1600–1868).